# تاريخ البنس البريطاني (1901-1970)
 

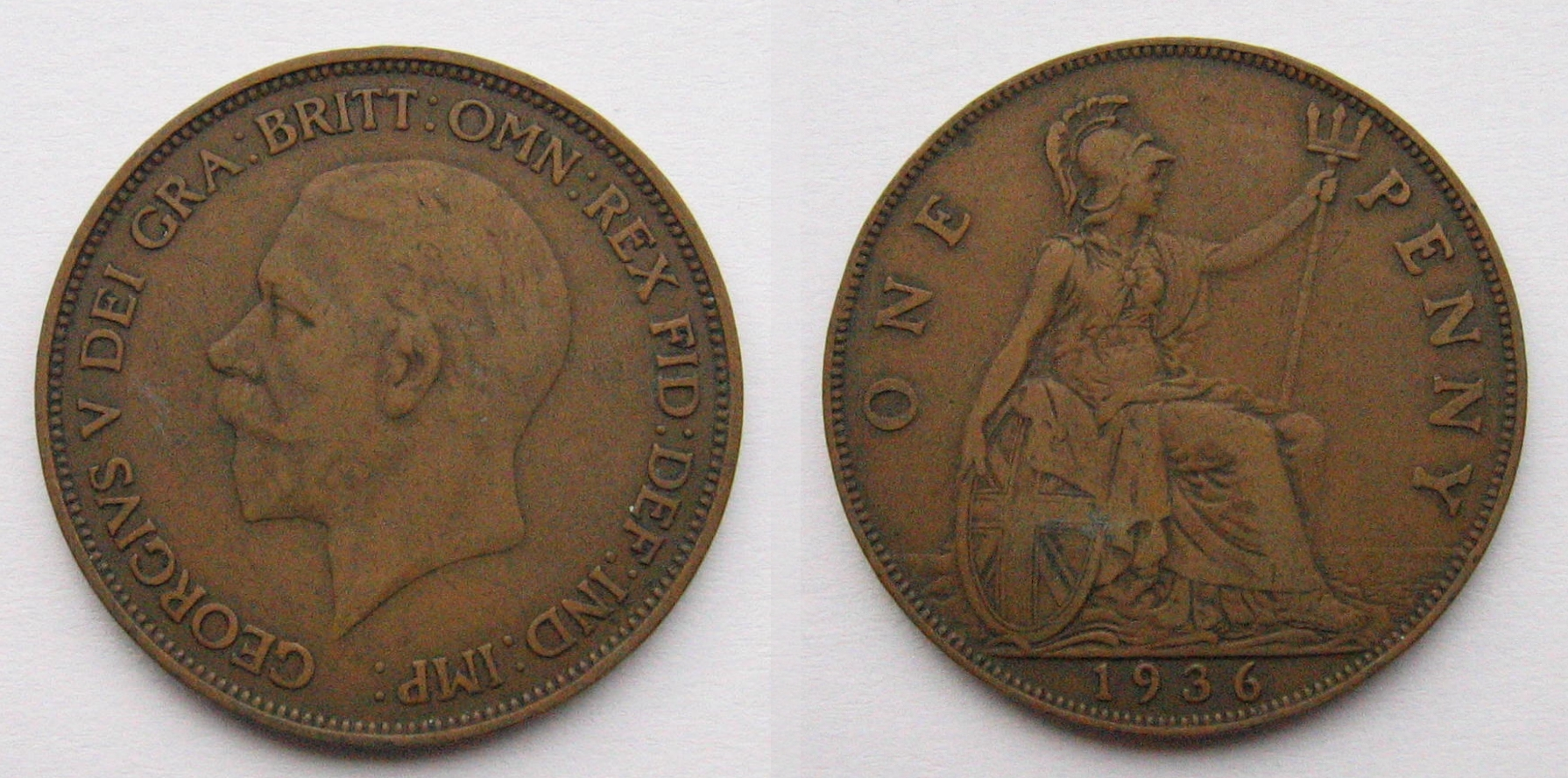
بنس جورج الخامس 1936

البنس البريطاني (1⁄240 جنيه إسترليني)، هي عُملة معدنية كبيرة قبل النظام العشري واستمرت في سلسلة البنسات التي بدأت في حوالي عام 700، سُكت بشكل متقطع خلال القرن العشرين حتى سحبها من التداول بعد عام 1970. من عام 1901 إلى عام 1970، كان الوجه الأمامي (وجه "الرأس") للعُملة البرونزية يصور الملك الذي كان يحكم في بداية العام. انشأ الوجه الخلفي، الذي يتضمن صورة لبريطانيا جالسة وهي تحمل درعًا، رمحًا ثلاثي الشعب، وخوذة، بواسطة ليونارد تشارلز واين بناءً على تصميم سابق لوالده ويليام واين. كما استخدمت هذه العملات المعدنية في المستعمرات والممتلكات البريطانية التي لم تصدر عُملات معدنية خاصة بها.
في عام 1895، عُدل التصميم الموجود على الوجه الخلفي من قِبل النقاش في دار السك الملكية جورج ويليام دي سولس، بعد وفاة الملكة فيكتوريا في عام 1901، طُلب من دي سولس إنشاء تصميم للوجه الأمامي الذي سيُظهر إدوارد السابع. ظهرت هذهِ الخاصية على نسخة البنس التي دخلت التداول في عام 1902، وظلت متداولة حتى عام وفاة إدوارد، في عام 1910. طُرحت نسخة من العُملة المعدنية ذات الوجه الأمامي التي صممها السير بيرترام ماكينال وتصور جورج الخامس للتداول في عام 1911، ظلت متداولة مع بعض التعديلات حتى عام وفاة الملك، عام 1936. لم ينتجت أي بنسات جديدة للتجارة في عام 1933، لأنه كان هناك عدد كافٍ منها قيد التداول بالفعل، لكن سُك ما لا يقل عن سبعة بنسات في ذلك العام، معظمها لوضعها تحت أحجار الأساس في المتاحف؛ وهي اليوم ذات قيمة كبيرة. لا تُمثل فترة حكم إدوارد الثامن القصيرة إلا مِن خلال عُملة معدنية ذات نمط واحد، يعود تأريخها إلى عام 1937. في ذلك العام، بدأ استخدام تصميم جديد للوجه من تصميم همفري باجيت الذي يصور جورج السادس. من عام 1941 إلى عام 1943، أثناء الحرب العالمية الثانية، كانت العُملات المعدنية تُسك للمستعمرات فقط؛ كلها مؤرخة بعام 1940، وهو أحدث عام للإنتاج في المملكة المتحدة. بعد الحرب، بدأ الطلب على البنس يتضاءل. ارسلت معظم القطع الصادرة في عامي 1950 و 1951 إلى برمودا، حيث استُرد العديد منها من التداول وإعادتها إلى وطنها من قبل تجار العُملات البريطانيين بسبب ندرتها النسبية.
على الرغم مِن إن التجارة لم تكن تطلبها في عام 1953، سُكت العُملات المعدنية التي تحمل صورة إليزابيث الثانية في مجموعات وبيعت للجمهور، باستخدام تصميم وجه العُملة من تصميم ماري جيليك. سُك بنس واحد عام 1954 لأغراض دار سك العُملة الداخلية. بحلول عام 1961، أصبحت هناك حاجة مرة أخرى إلى عُملات معدنية جديدة للتداول، وانتتجت بأعداد كبيرة. لم يكن المسؤولون الذين خططوا لإدخال نِظام العشرية في الستينيات من القرن العشرين يفضلون الاحتفاظ بالبنسات البرونزية الكبيرة، التي تآكلت قيمتها بسبب التضخم. آخر البنسات التي دخلت التداول كانت مؤرخة بعام 1967، أما المجموعة النهائية فكانت مؤرخة بعام 1970. سرعان ما خرجت البنسات القديمة مِن الاستخدام بعد يوم العشرية، 15 فبراير/شباط 1971- لم يكن هناك ما يُعادلها بالنظام العشري الدقيق، كان شِعار "استخدم البنسات القديمة في مجموعات من ستة بنسات" يوضح إن البنسات و "القطع النقدية من ثلاثة بنسات" كانت مقبولة فقط في المتاجر إذا كانت قيمتها الإجمالية ستة بنسات قديمة (بالضبط 21⁄2 بنس جديد). الغي تداول البنس القديم في 31 أغسطس من ذلك العام.

## إدوارد السابع (عملات معدنية سُكت في الفترة من 1902 إلى 1910)
بعد وفاة الملكة فيكتوريا في 22 يناير 1901، خطط المسؤولون في دار سك العُملة الملكية لإصدار عُملات معدنية جديدة تحمل صورة ابنها وخليفتها إدوارد السابع. قُدمت تصميمات جديدة للعُملات المعدنية في تسعينيات القرن التاسع عشر، كان مسؤولو دار سك العُملة يعتقدون إن الشعب البريطاني يريد أقل عدد ممكن من التغييرات على العُملات المعدنية. بناءً على ذلك، تقرر عدم تعديل الوجه الخلفي للعُملات البرونزية الثلاث (البنسات، نصف البنسات و الفرثينج)، قُدمت صورة جديدة للملكة في عام 1895. في ذلك الوقت، قام جورج ويليام دي سولس، نقّاش دار سك العُملة الملكية، بتعديل تصوير ليونارد تشارلز واين لبريتانيا على الوجه الخلفي للعُملات البرونزية- حيث أزيلت المنارة والسفينة الشراعية التي كانت تحيط بها. كُلفت دي سولس بإنشاء تصوير لإدوارد لعُملة الملك الجديدة. استمرت دار سك العُملة في سك العملات المعدنية التي تصور فيكتوريا، يعود تأريخها إلى عام 1901، حتى أصبحت العُملات المعدنية الخاصة بالملك جاهزة في مايو 1902.
جلس الملك أمام دي سولس مرتين، في فبراير ويونيو 1901، استخدم النقاش أيضًا رسمًا لإدوارد بواسطة رسام البلاط إميل فوكس. إن التمثال النصفي غير المزخرف للملك الناتج هو منقوش بشكل بارز، كان دي سولس يبحث عن عُملة يَسهل على دار السك الملكية سكها. مع ذلك، فإن الحجم الكبير نسبيًا للرأس تسبب في حدوث مشاكل في تدفق المعدن بالنسبة للعُملة المعدنية بمجرد إصدارها، مما أدى إلى ظهور "ظِلال" خافتة من تصميم الوجه المرئي على الوجه الخلفي. في 20 أغسطس 1901، تلقت دار سك العُملة تأكيدًا على إنه سيُستخدم تمثال إدوارد دي سولس على جميع العُملات المعدنية. أصبحت العُملات البرونزية الجديدة سارية المفعول بموجب إعلان مؤرخ 10 ديسمبر/كانون الأول 1901، ساري المفعول اعتبارًا من 1 يناير/كانون الثاني 1902.
سُكت بنسات إدوارد بنفس معيار الإصدارات الفيكتورية النهائية: 95% مِن النحاس، 4% القصدير و تحتوي على نسبة 1% زنك، ومثلها كمثل جميع البنسات البرونزية من عام 1860 حتى عام 1970، يبلغ متوسط وزنها 100000 دولار. 1⁄3 أونصة (9.4 غ) يبلغ قطرها 1.2 بوصة (30 مـم). يواجه الرأس اليمين على عُملات إدوارد السابع، مع النقش EDWARDVS VII DEI GRA BRITT OMN REX FID DEF IND IMP. يُظهر الوجه الخلفي العُملة المعدنية البريطانية جالسة محاطة بـ 1 بنس، مع التأريخ في أسفل العُملة المعدنية؛ ظل هذا التصميم دون تغيير إلى حد كبير حتى زوال العُملة المعدنية بعد عام 1970. سُكت العُملات المعدنية مع تمثال إدوارد في الفترة من عام 1902 إلى عام 1910. هناك نوعان من البنسات الصادرة عام 1902، بنسات "المد العالي" و "بنسات المد المنخفض"، بسبب قرار رفع مستوى المياه الظاهري حول بريتانيا.

## جورج الخامس (ضُرب في الفترة من 1911 إلى 1936)

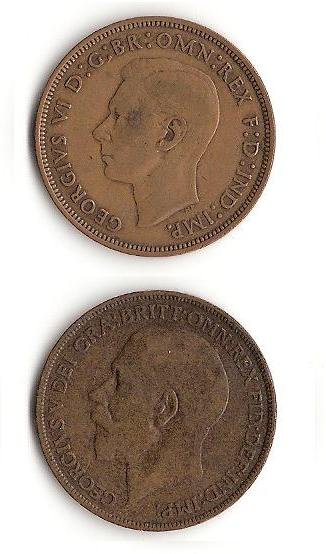
بنسات من عام 1945 (جورج السادس) و1926 (جورج الخامس)

أدى موت دي سولس في عام 1903 إلى إلغاء منصب النقاش، أصبحت العُملات المعدنية لجورج الخامس، الذي تولى العرش بعد وفاة إدوارد في عام 1910، موضوع مسابقة تصميم فاز بها بيرترام ماكينال، الذي أعد أيضًا الميدالية للتتويج. يبدو إن الملك أحب عمله، حيث عينهُ عضوًا في النظام الملكي الفيكتوري في عام 1911 وحصل على لقب فارس في عام 1921. يُقرأ النقش الموجود حول التمثال النصفي المواجه لليسار على النحو التالي : GEORGIVS V DEI GRA BRITT OMN REX FID DEF IND IMP، بينما لم يجرى أي تغيير كبير على تصميم الوجه الخلفي. أصبحت العُملات البرونزية الجديدة سارية المفعول بموجب إعلان مؤرخ 28 نوفمبر 1910، ساري المفعول اعتبارًا من 1 يناير 1911.
بالإضافة إلى تلك التي سُكت في دار سك العُملة الملكية، انتجت بعض البنسات في دار سك العُملة هيتون في برمنغهام في أعوام 1912، 1918، و 1919، يمكن التعرف عليها من خلال علامة دار سك العملة "H" على يسار التأريخ. في عامي 1918 و 1919، انتجت بعض هذه القطع في شركة Kings Norton Metal Co. Ltd، أيضًا في برمنغهام، تحمل الرقم "KN" هناك بدلاً من ذلك. كما قامت كلتا الشركتين بتزويد دار سك العُملة الملكية بقطع نقدية فارغة لِسكها على شكل بنسات من عام 1912 إلى عام 1919. كان هذا بسبب الطلب المرتفع على العُملات المعدنية الصغيرة، الذي نتج في البداية عن تنفيذ قانون التأمين الوطني عام 1911 من قِبل حكومة أسكويث، بعد ذلك بسبب سنوات الحرب. كما غذت ماكينات القمار الآلية الطلب على البنسات، الاتجاه الذي لوحظ منذ وقت مبكر من عام 1898. لِتقليل عدد القطع المستهلكة في التجارة، وافقت دار السك الملكية في عام 1908 على قبول إعادة البنسات ونصف البنسات المُستهلكة التي تعود إلى ما قَبل عام 1895 من خلال البنوك ومكاتب البريد، منذ عام 1922، استردت القطع المؤرخة من عام 1860 إلى عام 1894 في أي حالة، على الرغم من إنها ظلت مقبولة في التداول. الغي تداول البنس النحاسي الذي يعود تأريخه إلى ما قَبل عام 1860 بعد عام 1869 في بريطانيا (على الرغم من قبوله بِالقيمة الاسمية الكاملة من قِبل دار السك حتى عام 1873) و في عام 1877 بالنسبة للمستعمرات.
انتجت بنسات الملك جورج بنفس السبائك كما في السابق حتى عام 1922، لكن في العام التالي حُدد تكوين العُملات البرونزية بنسبة 95.5 بالمائة من النحاس، 3% من القصدير، و 1.5% من الزنك، على الرغم من إن الوزن ظل عند 1⁄3 أونصة (9.4 غ) والقُطر 1.2 بوصة (30 مليمتر) . كان هذهِ السبائك أكثر قابلية للطرق قليلاً؛ حيث ساعد تقليل القوة اللازمة لضرب البنسات على تقليل الظِلال. لم تُسك أي بنسات خلال الأعوام 1923، 1924 أو 1925؛ هذا بسبب نقص الطلب حيث شهدت سنوات ما بين الحربين العالميتين تناوبًا بين وفرة ونقص في البنسات. في عام 1928، قُلص حجم صورة الملك، مما أدى إلى القضاء على مُشكلة الظِلال بشكل فعال. ظَل النقش حول الاختلافات الثلاثة للرأس المواجه لليسار كما هو GEORGIVS V DEI GRA BRITT OMN REX FID DEF IND IMP، بينما ظَل Britannia على الوجه الخلفي كما كان من قَبل، على الرغم من تعديل هذا التصميم قليلاً في عام 1922.
بحلول نهاية عهد جورج، عام 1936، كان البنس البرونزي، الذي كان أخف وزناً مقارنة بالعُملات النحاسية القديمة عندما استخدمت السبائك لأول مرة في عام 1860، يُعتبر ثقيلاً ومُرهقاً، كان أثقل عُملة برونزية متداولة في أوروبا. تسبب الوزن عند حجمه الكبير في حدوث مشكلات للأعمال التجارية؛ يتلقى مجلس نَقل الركاب في لندن 6000 طن من البنسات، نصف البنسات والفرثينج سنويًا. اعتُبر تقليص حجم البنس غير عملي، نظرًا للوقت الذي سيستغرقه إعادة سك 3,000,000,000 بنس متداولة، ولأن العديد من الآلات الأوتوماتيكية التي تأخذ البنسات يجب إعادة تكوينها. كان الرد الرئيسي هو ظهور العملة النحاسية فئة الثلاثة بنسات لأول مرة في عام 1937. قُدمت هذهِ القطعة ذات الأضلاع الاثني عشر لأن البنسات أو نصف البنسات التي تبلغ قيمتها ثلاثة بنسات كانت ثقيلة وغير مريحة، اعتُبر القطعة الفضية التي تبلغ قيمتها ثلاثة بنسات صغيرة جدًا.

### نادرة 1933
لم تكن هناك حاجة لدار سك العُملة لإنتاج أي بنسات في عام 1933 لأنه لم يكن هناك طلب تجاري، كانت الدار تحتفظ بكميات كبيرة من المخزون. من المعتاد في ذلك الوقت أن يضع الملك مجموعة مِن العُملات المعدنية مِن العام الجاري تحت حجر الأساس للمباني الجديدة المهمة، و سَكت دار السك ثلاثة بنسات من عام 1933 لهذا الغرض، بالإضافة إلى بنسات لكل من متحفها الخاص و المتحف البريطاني، واثنين آخرين على الأقل. كانت النتيجة عبارة عن عمُلة نادرة كان الناس يعتقدون إنها قد تَظهر في جيوبهم، وربما تكون هذه العَملة النادرة البريطانية الأكثر شهرة.

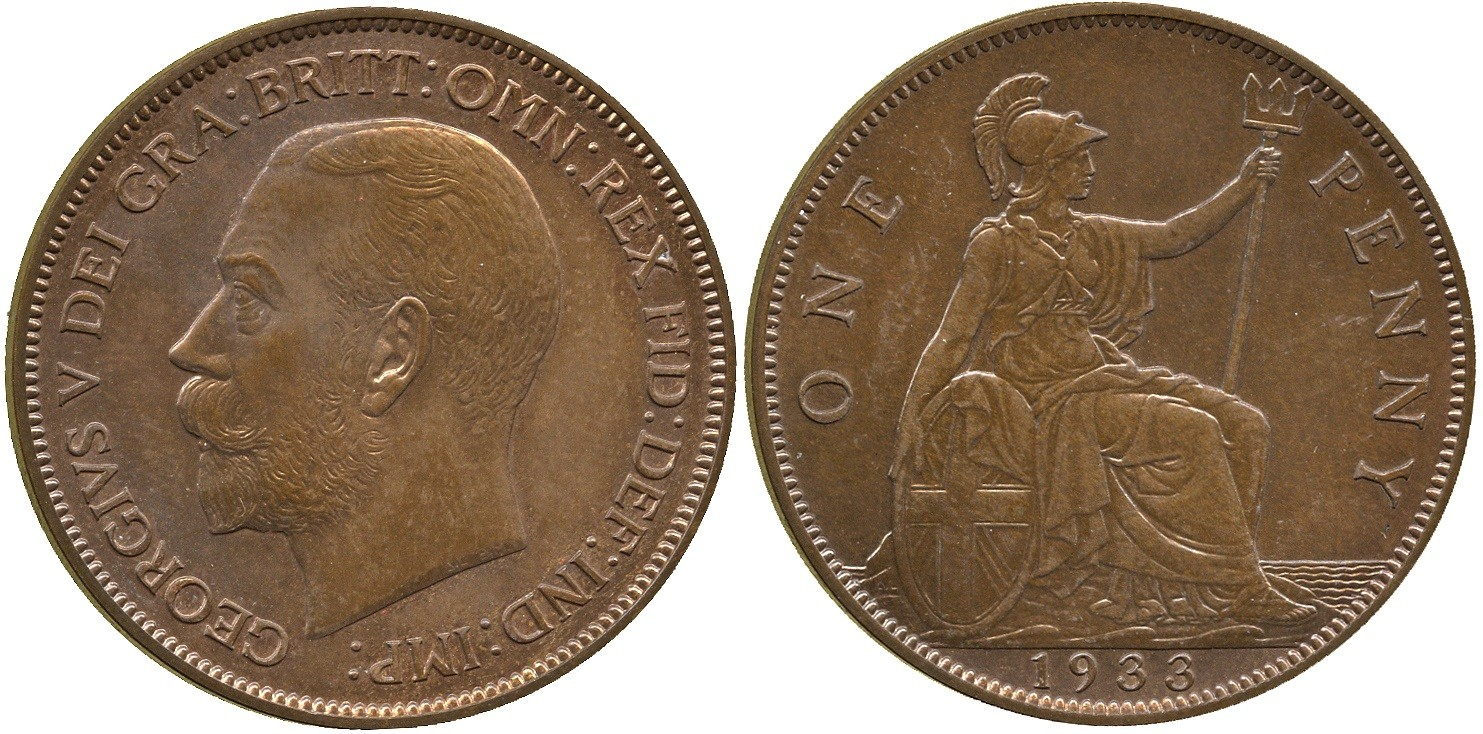
بنس نمط 1933

لم يُسجل العدد الدقيق للعملات المضروبة في ذلك الوقت، لكن من المعروف إن هناك سبعة منهم. بيعت إحدى القطع النقدية المعدنية الصادرة عام 1933 في عام 2016 بمبلغ 193,875 دولاراً أميركياً (149,364 جنيهاً إسترلينياً في ذلك الوقت). توجد البنسات المعروفة الصادرة عام 1933 في متحف دار سك العُملة الملكية، المتحف البريطاني، وتحت مجلس الشيوخ بجامعة لندن (وضعها الملك جورج هناك عام 1933)، مع وجود ثلاثة بنسات الآن في مجموعات خاصة، و واحدة سُرقت، ومكانها غير معروف. وضعت العُملة المعدنية المفقودة في عام 1933 تحت حجر الأساس لكنيسة سانت كروس، ميدلتون، ليدز؛ و سُرقت في أغسطس 1970 أثناء إعادة بناء الكنيسة، مِن قِبل اللصوص الذين تمكنوا من إزالة مجموعة العُملات المعدنية من تحت الكنيسة. و لِمنع حدوث المزيد من السرقة، أمر جون مورمان، أسقف ريبون، باستخراج وبيع البنس الذي يعود تأريخه إلى عام 1933 والذي وُضع تحت كنيسة سانت ماري، في غابة هوكسورث، في كيركستال، في ليدز، وهو ما حدث بالفعل. بقدر ما هو معروف، فإن البنس الموجود تحت مجلس الشيوخ لا يزال موجودًا. و بيع اثنين آخرين في أيدي خاصة في مزادات عامي 1969 و 2016 على التوالي.
كما صُنعت أربعة عُملات معدنية ذات أنماط مختلفة، تحمل تصميمات مماثلة للعُملات المعدنية الرسمية و اعدت من قِبل النحات أندريه لافريلييه بناءً على طلب دار السك الملكية. وقد رفضتها اللجنة الدائمة للعُملات، الميداليات، والأوسمة في ديسمبر 1932. بيعت واحدة في المزاد العلني في 4 مايو 2016 مقابل 72000 جنيه إسترليني.

## نمط إدوارد الثامن (يرجع تاريخه إلى عام 1937)
لم تُصدر أي عُملات معدنية رسمية للملك إدوارد الثامن (1936)، لكن هناك بنس واحد يعود تأريخه إلى عام 1937. إنها عُملة نمطية، انتجت للحصول على موافقة ملكية، كان مِن المُحتمل أن تتلقاها في الوقت الذي تنازل فيه الملك عن العرش. الوجه الأمامي، من تصميم همفري باجيت، يُظهر صورة الملك متجهًا إلى اليسار، و اعتبر هذا أفضل جوانبه، أراد كسر تقليد التناوب مع كل تغيير في الحكم في الاتجاه الذي يواجهه الملك على العُملات المعدنية. النقش الموجود على الوجه هو EDWARDVS VIII DG BR OMN REX FD IND IMP.
عندما كانت اللجنة الاستشارية للدار الملكية للنقود تدرس مسألة التصاميم الجديدة لعُملات الملك إدوارد، لم يفضلوا المظهر الجديد للعُملة المعدنية. بدلاً من ذلك، سعوا إلى عودة المنارة و السفينة، اللتين شوهدتا في المسافة على جانبي بريتانيا على بنسات ما قبل عام 1895، مع استبدال السفينة الشراعية التي شوهدت على بنسات العصر الفيكتوري بسفينة حربية حديثة. اعتبر المسؤولون هذا الأمر عدوانيًا للغاية في وقت دولي حساس، لم تُرمم السفينة، لكن وضعت المنارة وفقًا لأنماط إدوارد، و احتفظ بها على البنس حتى إلغائها بعد عام 1970.

## جورج السادس (1937–1952)

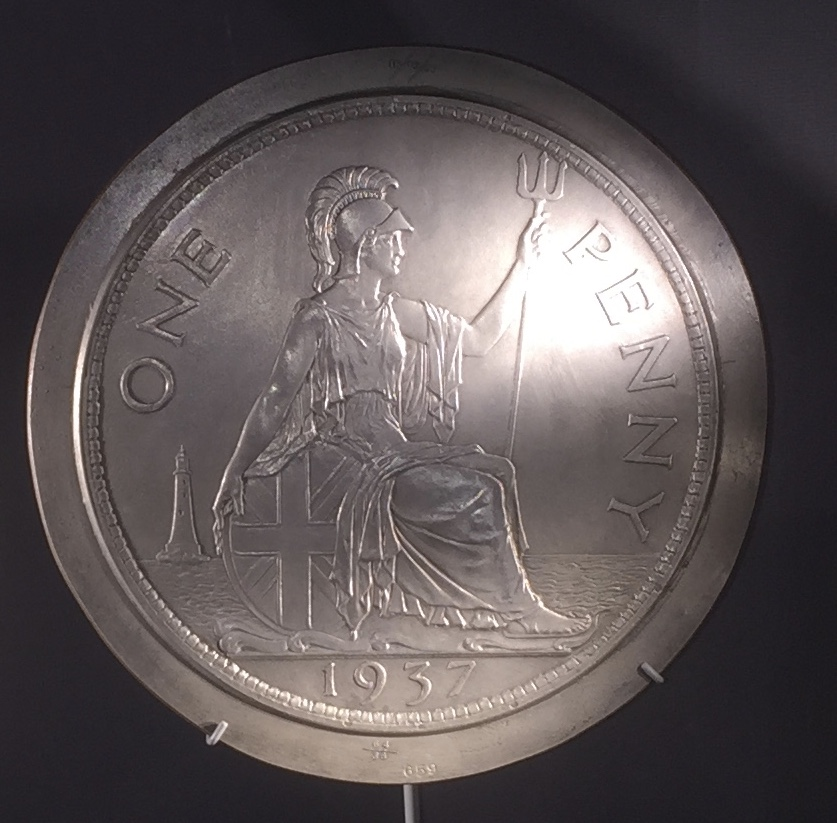
نموذج من الجبس لعملة البنس عام 1937

أصبحت العُملات المعدنية الجديدة التي أصدرها الملك جورج السادس سارية المفعول بِموجب إعلان مؤرخ 18 مارس 1937، الذي دخل حيز التنفيذ على الفور. على الرغم من الاحتفاظ بنمط بريتانيا المعتاد بالنسبة للبنسات، إلا أن نصف البنس والفلس أعطيا تصميماتهما الخاصة.
تحتوي بنسات جورج (1937-1952) على تمثال نصفي له متجهًا إلى اليسار، من صنع باجيت أيضًا، مع النقش (حتى عام 1948) GEORGIVS VI DG BR OMN REX FD IND IMP، و (من عام 1949) GEORGIVS VI DG BR OMN REX FIDEI DEF، مع إزالة الاختصار اللاتيني لـ "إمبراطور الهند" بعد أن حصلت تلك الأمة على الاستقلال. انتجت البنسات للتداول بتاريخ 1937-1940، و 1944-1951، على الرغم من إنه عند الضرورة انتجت البنسات للمستعمرات في الفترة من 1941-1943 باستخدام قوالب عام 1940. توجهت هذه السفن بشكل رئيسي إلى جبل طارق وجزر الهند الغربية البريطانية.
على الرغم مِن إن طبعة عام 2000 من كتالوج Coincraft للعُملات المعدنية البريطانية تقول إن تَوقف الحرب كان بسبب فائض مِن البنسات، استشهد عالم العُملات كيري رودجرز، في مقالته عام 2016 عن حالة الطوارئ النقدية في فيجي أثناء الحرب العالمية الثانية، بسجل تشريعي استعماري مفاده إن ذلك كان للحفاظ على النحاس للذخائر. بدءًا من إنتاج عام 1942 من البنسات المؤرخة عام 1940، غُيرت التركيبة، كان القصدير مادة حربية أساسية، و نادرًا لأن معظمه جاء من مالايا، لذلك كانت البنسات من ذلك الحين حتى وقت لاحق في عام 1945 تتكون من 97 % من النحاس، 0.5% من القصدير، و 2.5 % من الزنك. تفقد هذه العُملات المعدنية لونها إلى لون مختلف عن العُملات المعدنية التي كانت موجودة قبل الحرب، وتعالجت باستخدام ثيوكبريتات الصوديوم لمنحها لونًا أغمق.  كانت هذهِ المادة، التي أطلق عليها اسم "هايبو"، تستخدم لِتغمق جميع البنسات الصادرة عام 1934 قبل إصدارها ومعظم العُملات الصادرة عام 1935، و استخدمت مادة "هايبو" مرة أخرى في عام 1946، مما أدى إلى تغيير لون العُملات المعدنية لمنع تكديس البنسات الجديدة. على الرغم من ترميم سبيكة ما قَبل الحرب في عام 1945، عكست دار سك العُملة نفسها في عام 1959، وصنعت بنسات من تركيبة زمن الحرب لِبقية تأريخ العُملة قبل النظام العشري دون معالجة كيميائية، واستمرت في استخدامها في القطع البرونزية العشرية الجديدة.
بحلول أواخر الأربعينيات مِن القرن العشرين، كان الطلب على البنسات في انخفاض في بريطانيا، ورجع ذلك على الأرجح إلى شعبية العُملة النحاسية الأخف وزناً والأكثر ملاءمة، التي تزن أقل من ربع نفس القيمة في العُملات البرونزية. شهدت الفترة التي أعقبت الحرب مباشرة طلبًا قويًا على العُملات المعدنية حتى يناير/كانون الثاني 1949، عندما انخفض الطلب، في مايو/أيار من ذلك العام، أوقفت دار سك العُملة الملكية إنتاج العُملات المعدنية. خلص المسؤولون إلى إن انخفاض الطلب كان دائمًا بسبب التضخم؛ وكانت القدرة الشرائية للبنزين ضئيلة، لم تعد العديد من الآلات الأوتوماتيكية تقبله. قامت دار سك العُملة الملكية باسترداد الفائض مِن النحاس من البنوك من أجل صهره بداية من عام 1951، بحلول نهاية العقد، سُحب ما قيمته حوالي 1.2 مليون جنيه إسترليني مِن التداول.
نتجت العُملات المعدنية المتداولة في عامي 1950 و 1951 للمستعمرات فقط لم تكن هناك حاجة إليها في بريطانيا. خلال عام 1956، ارسل كامل إنتاج عام 1950 (الذي لا يزال موجودًا في المخزون في بريطانيا) ثلاثة أرباع إنتاج عام 1951 إلى برمودا. كانت الكميات المسكوكة من العُملات المعدنية منخفضة مقارنة بعُملات جورج السادس السابقة، نزل تجار لندن إلى الجزر، وعرضوا جنيهًا إسترلينيًا مقابل كل عُملة معدنية. أصبحت جمع العُملات المعدنية حسب التأريخ (خاصة البنس) شائعًا في أوائل الستينيات؛ بعد تقديم العديد من الادعاءات الجريئة حول إمكانات الاستثمار في البنس لعام 1951، اكتسبت العُملة المعدنية شيئًا من مكانة العبادة. يُعتقد أن أحد البنسات الصادرة عام 1952 كان فريدًا من نوعه، قامت دار سك العُملة الملكية بسكه.

## إليزابيث الثانية ونهاية السلسلة (1953-1970)

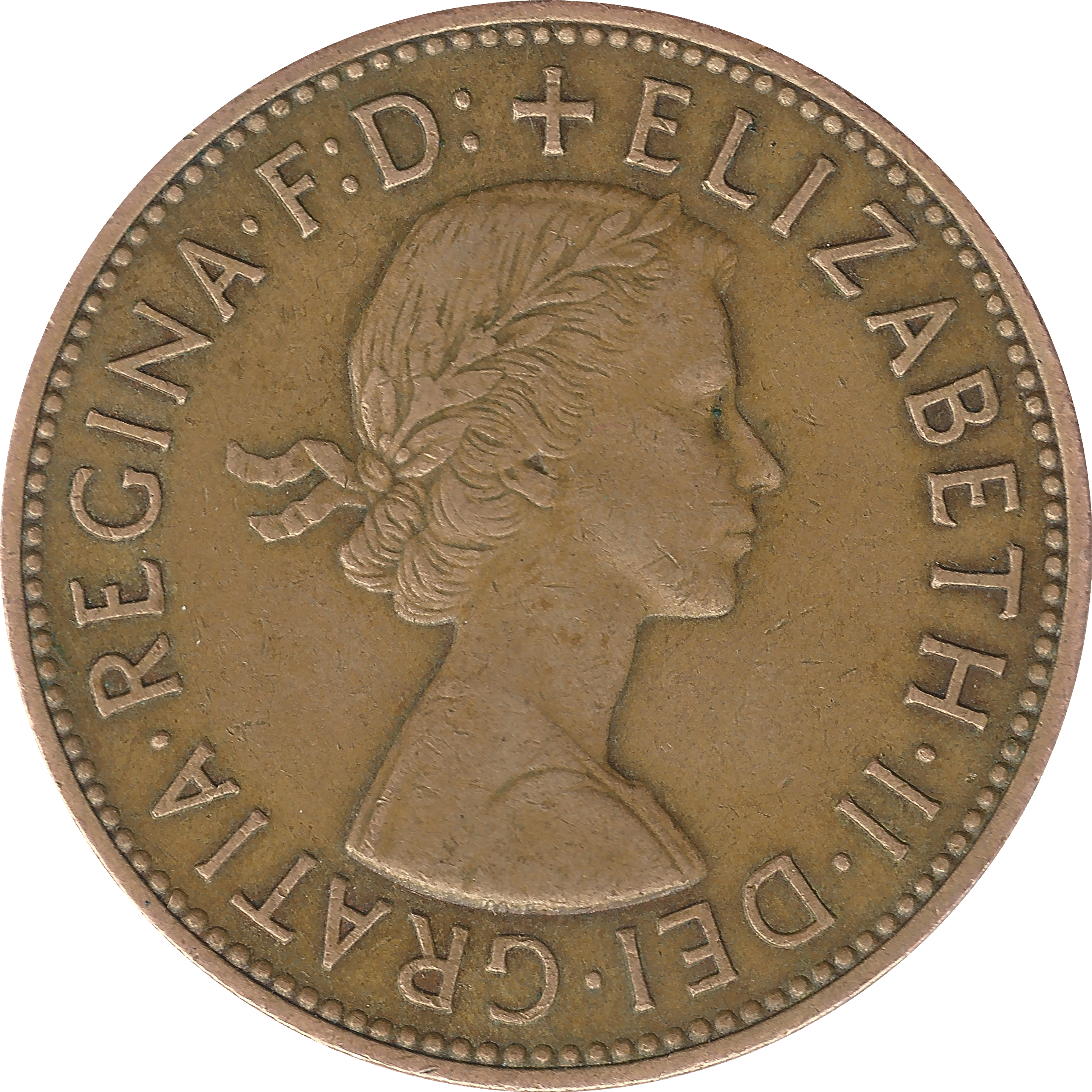
وجه عملة معدنية من عام 1963

سلسلة من البنسات بقيمة 1⁄240 مِن الجنيه تنتهي بإصدارات ما قَبل العُشرية للملكة إليزابيث الثانية. لم يجرى أي تغيير كبير على التصميمات العكسية للعُملات المعدنية أو البرونزية الأخرى مع العهد الجديد، أصبحت عُملاتها المعدنية سارية بموجب إعلان صادر في 25 نوفمبر 1952، ساري المفعول اعتبارًا من 1 يناير 1953.  لم يُسك أي بنسات للتداول في عام 1953، كانت الفئة الوحيدة المتبقية بين الفارذنغ و نصف التاج التي لم تشهد إصدارًا للتداول. كان ذلك بسبب العدد الكبير من البنسات المتداولة. صدرت مجموعات من العينات، بما في ذلك البنس، بمناسبة تتويج الملكة في ذلك العام، مع نقش على وجه كل عُملة معدنية عبارة ELIZABETH II DEI GRA BRITT OMN REGINA FD حول تمثال نصفي للملكة متجهًا إلى اليمين بواسطة ماري جيليك. لم تُصدر هذهِ العُملات للتداول، لكن بما أن مجموعات العينات بيعت فقط مقابل زيادة طفيفة على القيمة الاسمية، فقد فتح العديد منها لاحقًا وإنفاقها. في جميع عمليات سك العُملة اللاحقة، كان النقش هو إليزابيث الثانية DEI GRATIA REGINA FD. كان حذف الكلمة اللاتينية التي تعني "ملكة كل بريطانيا" لصالح تعيينها ببساطة "ملكة" يرجع إلى الطبيعة المتغيرة للكومنولث البريطاني، والذي شمل بحلول ذلك الوقت بعض الجمهوريات.
من المعروف إن هناك بنسًا واحدًا من عام 1954، ضُرب لأغراض اختبار القالب في دار سك العُملة الملكية، كان مخصصًا للذوبان، ولكن استُعد من التداول. بحلول نهاية الخمسينيات من القرن العشرين، كان سعر المعدن يضمن أن تُسك كل عُملة برونزية بخسارة؛ كانت دار السك تأمل في تقليص الحجم، ساعد إلغاء العُملة المعدنية من فئة الفارثينج في نهاية عام 1960 في تمهيد الطريق لِمثل هذا المخطط. لم تكن هناك حاجة إلى سك المزيد من البنسات إلا في عام 1961، استمر الإنتاج كل عام بأعداد كبيرة جدًا حتى سُك آخر بنسات ما قبل العشرية للتداول، التي يرجع تاريخها إلى عام 1967.
كان من المقرر التخلص من البنس البرونزي القديم كجزء من العُملة العشرية المخطط لها في الستينيات. استمر ضربها بعد عام 1967، ولا تزال تحمل هذا التأريخ. استُخدم 97 % من النحاس و 0.5 % من القصدير و 2.5 % من سبائك الزنك مرة أخرى في صناعة العُملات المعدنية في ستينيات القرن العشرين. وأخيرا، كانت هناك مسألة العُملات المعدنية ذات الجودة العالية والتي يعود تأريخها إلى عام 1970 لهواة الجمع، ذلك لتوديع فئة مِن العُملات التي خدمت البلاد جيدا لمدة 1200 عام. قام النحات كريستوفر أيرونسايد بترجمة التصوير القديم لبريطانيا على البنس إلى عملة الخمسين بنسًا بعد العشرية.
كان مجلس العملة العشرية توقع الحاجة إلى انتقال لِمدة تصل إلى 18 شهرًا بعد يوم العُملة العُشرية، 15 فبراير/شباط 1971، اختفت "البنسات القديمة" بسرعة من التداول وتوقفت عن كونها عُملة قانونية بعد 31 أغسطس 1971. كانت هذه هي العُملة البرونزية الثلاث الباقية الأخيرة، حيث سُحب نصف البنس في عام 1969. مع التحويل إلى النظام العشري، أصبحت قيمة البنس الجديد 1/100 من الجنيه، أي 2.4 مرة قيمة سابقتها.

## السكتات
إجمالي الضرب حسب التأريخ وعلامة الدار التي تَظهر على العُملة المعدنية. H هو لـ Heaton Mint؛ KN لـ King's Norton.
- 1901 ~ 22,205,568
- 1902 ~ 26,976,768
- 1903 ~ 21,415,296
- 1904 ~ 12,913,152
- 1905 ~ 17,783,808
- 1906 ~ 37,989,504
- 1907 ~ 47,322,240
- 1908 ~ 31,506,048
- 1909 ~ 19,617,024
- 1910 ~ 29,549,184
- 1911 ~ 23,079,168
- 1912 ~ 48,306,048
- 1912H ~ 16,800,000
- 1913 ~ 65,497,872
- 1914 ~ 50,820,997
- 1915 ~ 47,310,807
- 1916 ~ 86,411,165
- 1917 ~ 107,905,436
- 1918 ~ 84,227,372
- 1918H/1918KN ~ 3,580,800
- 1919 ~ 113,761,090
- 1919H/1919KN ~ 5,290,600
- 1920 ~ 124,693,485
- 1921 ~ 129,717,693
- 1922 ~ 22,205,568
- 1926 ~ 4,498,519
- 1927 ~ 60,989,561
- 1928 ~ 50,178,000
- 1929 ~ 49,132,800
- 1930 ~ 29,097,600
- 1931 ~ 19,843,200
- 1932 ~ 8,277,600
- 1933 ~ 7 known
- 1934 ~ 13,965,600
- 1935 ~ 56,070,000
- 1936 ~ 154,296,000
- 1937 ~ 109,032,000 (plus 26,402 proof coins)
- 1938 ~ 121,560,000
- 1939 ~ 55,560,000
- 1940 ~ 42,284,400
- 1944 ~ 42,600,000
- 1945 ~ 79,531,200
- 1946 ~ 66,855,600
- 1947 ~ 52,220,400
- 1948 ~ 63,961,200
- 1949 ~ 14,324,400
- 1950 ~ 240,000 (plus 17,513 proof coins)
- 1951 ~ 120,000 (plus 20,000 proof coins)
- 1952 ~ 1 known
- 1953 ~ 1,308,400 (plus 40,000 proof coins)
- 1954 ~ 1 known
- 1961 ~ 48,313,400
- 1962 ~ 157,588,600
- 1963 ~ 119,733,600
- 1964 ~ 153,294,000
- 1965 ~ 121,310,400
- 1966 ~ 165,739,200
- 1967 ~ 654,564,000
- 1970 ~ 750,000 (souvenir sets only)

## الاستشهادات
1. ↑  Seaby، صفحة 21.
2. 1 2  Skellern October 2013، صفحة 32.
3. 1 2  Skellern December 2013، صفحة 36.
4. ↑  Freeman، صفحة 10.
5. ↑  Freeman، صفحات 51–55.
6. ↑  Linecar، صفحة 126.
7. ↑  Freeman، صفحة 55.
8. ↑  Freeman، صفحة 11.
9. 1 2  Peck، صفحة 501.
10. ↑  Craig، صفحات 332–333, 347.
11. ↑  Craig، صفحة 358.
12. ↑  Craig، صفحة 325.
13. ↑  Freeman، صفحات 10–11, 59–60.
14. 1 2  Dyer & Gaspar، صفحة 577.
15. 1 2  Seaby، صفحة 165.
16. ↑  Freeman، صفحات 56, 59–60.
17. ↑  Peck، صفحة 513.
18. ↑  Lobel، صفحة 569.
19. ↑  "1933 Penny". Royal Mint Museum. مؤرشف من الأصل في 2019-09-08. اطلع عليه بتاريخ 2017-06-14.
20. 1 2  Starck، Jeff (21 نوفمبر 2016). "Britain's 1933 penny: another coin that can't be explained". Coin World. مؤرشف من الأصل في 2025-01-30. اطلع عليه بتاريخ 2017-06-24.
21. ↑  "A Landmark Uncovered: Senate House to feature in Open House London". جامعة لندن. مؤرشف من الأصل في 15 مارس 2017. اطلع عليه بتاريخ 27 يونيو 2017.
22. ↑  "1933 Penny". Royal Mint Museum. مؤرشف من الأصل في 2019-09-08. اطلع عليه بتاريخ 2017-06-14."1933 Penny". Royal Mint Museum. Archived from the original on 8 September 2019. Retrieved 14 June 2017.
23. ↑  "Pretty Penny".
24. ↑  Lobel، صفحة 589.
25. ↑  "Edward VIII Uniface Penny".
26. ↑  Seaby، صفحات 169–170.
27. 1 2 3 4 5 6  Lobel، صفحة 590.
28. ↑  Peck، صفحة 514.
29. ↑  Rodgers، صفحة 79.
30. 1 2 3  Freeman، صفحات 10, 63.
31. ↑  Freeman، صفحات 17, 75 n.30.
32. ↑  Seaby، صفحة 170.
33. ↑  Freeman، صفحة 67.
34. ↑  Dyer & Gaspar، صفحة 578.
35. ↑  Dyer & Gaspar، صفحات 596–597.
36. ↑  Bermuda Monetary Authority، صفحات 75–76.
37. 1 2 3  Lobel، صفحة 591.
38. 1 2  Seaby، صفحة 172.
39. 1 2  Peck، صفحة 522.
40. ↑  Freeman، صفحة 75 n.40.
41. ↑  Dyer & Gaspar، صفحة 597.
42. ↑  "Late World Coin News".
43. ↑  Linecar، صفحة 138.
44. ↑  Robert Leach (2013). "Legal Tender" (PDF). مؤرشف من الأصل (PDF) في 2014-10-25. اطلع عليه بتاريخ 2017-06-16.
45. ↑  Lobel، صفحات 681–682.

## روابط خارجية
- عملات المملكة المتحدة – تاريخ وقيم عملات المملكة المتحدة
- العملات البريطانية – معلومات مجانية عن العملات البريطانية
- دار سك العملة الملكية تاريخ العملات البريطانية – تاريخ العملات البريطانية
- مجموعة من البنسات النحاسية والبرونزية – مجموعة البنسات النحاسية والبرونزية لبريطانيا العظمى

1. ↑  Edwardus VII Dei Gratia Britanniarum Omnium Rex Fidei Defensor et Indiae Imperator, or "Edward VII by the Grace of God King of all the Britains, Defender of the Faith and Emperor of India"
2. ↑  Georgius V Dei Gratia Britanniarum Omnium Rex Fidei Defensor et Indiae Imperator, or "George V by the Grace of God King of All the Britains, Defender of the Faith and Emperor of India"
3. ↑  Edwardus VIII Dei Gratia Britanniarum Omnium Rex Fidei Defensor et Indiae Imperator, or "Edward VIII by the Grace of God King of All the Britains, Defender of the Faith and Emperor of India"
4. ↑  Georgius VI Dei Gratia Britanniarum Omnium Rex Fidei Defensor et Indiae Imperator, or "George VI by the Grace of God King of All the Britains, Defender of the Faith and Emperor of India"
5. ↑  Georgius VI Dei Gratia Britanniarum Omnium Rex Fidei Defensor, or "George VI by the Grace of God King of All the Britains, Defender of the Faith"
6. ↑  Elizabeth II Dei Gratia Britanniarum Omnium Regina Fidei Defensor, or "Elizabeth II by the Grace of God Queen of All the Britains, Defender of the Faith"
7. ↑  Elizabeth II Dei Gratia Regina Fidei Defensor, or "Elizabeth II by the Grace of God Queen, Defender of the Faith"